# Долины (Селецкий старостинский округ)
Долины (укр. Долини) — село в Добротворской поселковой общине Шептицкого района Львовской области Украины.
Население по переписи составляло 254 человека. Занимает площадь 0,135 км². Почтовый индекс — 80413. Телефонный код — 3254.